# 目隠し鬼

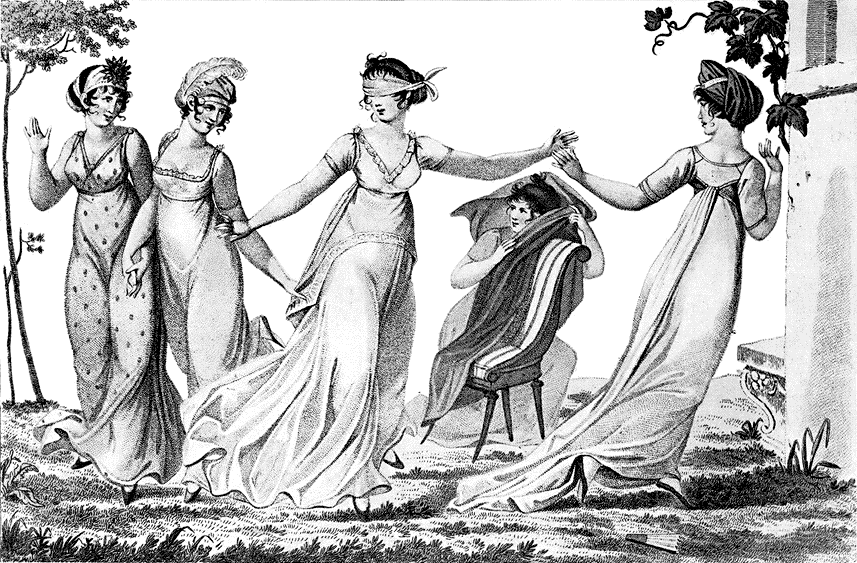
目隠し鬼 (blind man's buff) をする女性たち（1803年）

目隠し鬼（めかくしおに）は、日本の伝統的な子どもの遊戯の一つ。鬼ごっこ（鬼事、おにごと）の一種で、その名の通り、鬼役の子が目を隠された状態で行うものを指す。歴史的にはめくら鬼（盲鬼）や盲目鬼事（めくらおにごと）と呼んだ。また、ゲームの際には、鬼に対して逃げ手が言う「鬼さんこちら　手の鳴るほうへ」というフレーズもよく知られる。
『忠臣蔵』の七段目では、大星由良助（大石内蔵助）が自ら鬼役となって遊女たちと目隠し鬼に興じる有名な場面があり、ここから「由良鬼（ゆらおに）」と呼ばれ、囃子も「由良さんこちら、手の鳴る方へ」などと伝わるものがある。
英語ではBlind man's buff（目隠し遊び）と呼ばれてやはり鬼ごっこ (tag) の一種であり、世界的に古くから見られる子供の遊びである。本項では日本以外の事例についても述べる（なお、便宜上、捕まえる役の者を「鬼」と呼ぶが、これは日本特有の表現である）。

## 遊び方

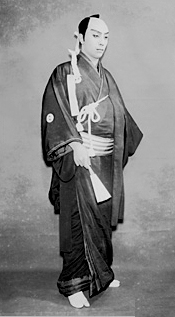
仮名手本忠臣蔵「七段目」の大星由良助を演じる九代目市川海老蔵。

鬼ごっこの一種であり、捕まえ役の鬼がハチマキやタオル（手ぬぐい）、前垂れなどで目を隠されていることを除けば基本的にはルールは同じである。ただし、鬼が圧倒的に不利なため、逃げられる範囲が狭かったり、手を叩いて音を出しながら、さらに声を出して囃し立てるなど、逃げる側に何らかの制限が課せられていることがある。特にこの時の「鬼さんこちら　手の鳴るほうへ」というフレーズはよく知られ、童謡『ちいさい秋みつけた』などにも登場する。フレーズには「鬼さんござれ、ここまでござれ、手の鳴る方へ」など、バリエーションがある。
1901年（明治34年）に大田才次郎は、それまであまり記録が無かった日本全国の伝統的な児童遊戯をまとめた。それによれば、遠江に伝わるものでは、逃げ手が「由良さんどっち、手のなる方よ」と、一同が手を打ちながら逃げたと言い、上野に伝わるものは「盲目鬼事（めくらおにごと）」と言って「鬼の不在に洗濯でもしよう」と鬼を囃し立て、同様に逃げるものであった。陸奥に伝わる「目くら鬼」は、逃げられる範囲に制限を課したパターンであり、二重丸状の大小2個の円が重なったものを舞台とし、鬼が動ける範囲は中央の小円のみ、逃げ役が動けるのは大円と小円によって生じた輪状の部分となっている。また、同様に目隠しして行う昔ながらの遊戯「かごめかごめ」にも近いものとして、周防・長門に伝わる「由良鬼」がある。これは目隠しした鬼を中央に立たせて、逃げ手が周りを囲み「由良鬼やこっち手の鳴る方へ」と唱えて周囲を駆け回る。ここで鬼が捕まえても、その捕まえた相手の名前を正しく呼ばねばならず、間違えた場合はまたやり直しとなり、正解の場合のみ鬼を交代する。名前については他にも羽前の「盲目（めぐら）ぼち」や出雲の「目くさん事」、関西・京都の「めんない千鳥」「めなしどち」などがあり、信濃には周防・長門と同様に「かごめかごめ」に近いもので「由良さん」と呼ばれるものがある。
上記、しばしば「鬼」の代わりに「由良」という言葉が出てくるが、これは忠臣蔵の大星由良助（大石内蔵助）に由来するものである。高師直（吉良上野介）の目を欺くために花街で派手に遊びに興じている由良助が描かれる七段目において、由良助が舞台に登場する場面が、まさに遊女たちと目隠し鬼に興じているところである。鬼役として目を隠し、かつ酔っている由良助が暖簾の後ろから登場し、多数の遊女たちを捕まえようとする。それに対して遊女たちは「由良鬼やマタイ（由良さんこちら）、手の鳴る方へ」と囃し立て、由良助は「とらまえて酒呑まそ」と返す。
類似のゲームとしては「かごめかごめ」がある。他に女児のお座敷遊びとして「御茶ひき」というものがある。これは、鬼役の子は御茶台を手に持った状態で、目隠して部屋の中央に座する。他の者たちはなるべく鬼役にさとられないよう部屋の四辺へと散り、全員が座ったところで一斉に手を打つ。この音を聞いて鬼役は、一方を指し「○○さんに御茶上げやす」と言う。指された者の名前まであっていれば交代し、名前が間違っている、あるいは指した方向に誰もいなければ失敗となる。また、鬼が情報を制限された状態で他の者を捜すという点で、隠し鬼（隠れん坊）も本質は目隠し鬼に近いと言える。
英語圏では "blind man's buff" または "blind man's bluff" と呼ぶ。伝統的には "blind man's buff" であり、ここでの "buff" は「軽く押すこと」を意味している。"bluff" という単語が用いられたのは後の変異であり、言語的な混乱の可能性がある。

## 日本における起源
日本における目隠し鬼の起源は不明である。日本における民俗学を開拓し、明治期から民族学資料を集め、分析した柳田國男は、伝統的な子供の遊戯は大人の真似によって生じたものであり、鬼ごっこの原型である「鬼事（オニゴト）」もまた、もとは神の功績を称える演劇を子供が真似たという説を唱えた。柳田は確証はないものの、同様にして「盲鬼（メクラオニ）」や「隠坊（カクレンボウ）」も以前は神事として大人がやっていたものを子供が真似たものだと推測しており、また起源が不明瞭なものほど、古くからあったといえると述べている。この鬼事の起源となったと見なされている神事とは「追儺（ツイナ）」のことであり、これは1年間の災厄を模した鬼を追う行事で、特に節分の豆まきの「鬼は外、福は内」と同様の起源とされている。この説が民俗学でも一般論であったが、多田道太郎は、論文「鬼ごっこの起源」の中で、もし追儺が起源だとすれば、鬼の役割が鬼ごっことは正反対であるとして、追儺の模倣とする柳田説を否定した。多田は代わりに何かによって子供が浚われてしまうという神隠しに鬼ごっこの起源を求めた。
宮田登は、柳田説と多田説を比較したうえで、神隠しなどの神秘的領域から鬼事が生じたとする多田説を取るのであれば、意味不明とされてきた隠れ鬼や盲鬼にも一つの示唆が与えられるだろうと述べている。ただし、宮田は、鬼ごっこの起源が追儺や鬼やらいにあることは明らかだと断言している。

## 日本国外

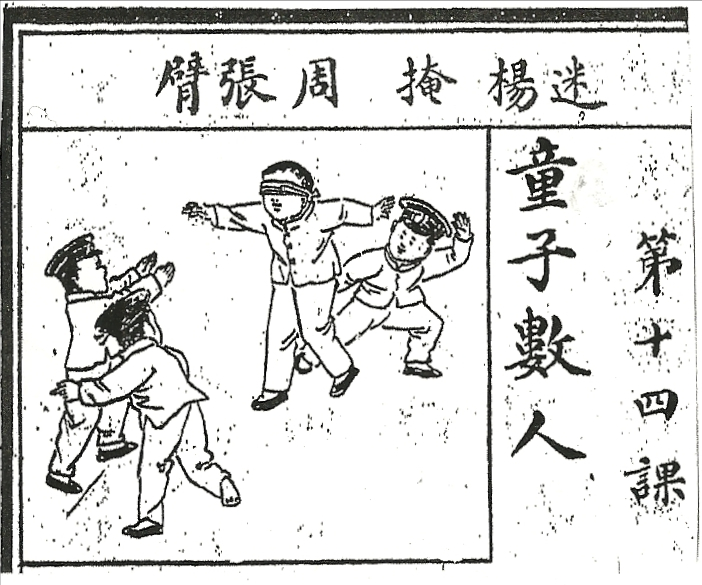
1912年の中国（中華民国時代）の小学校の教科書に載っていた捉迷藏を練習するイラストの複写。

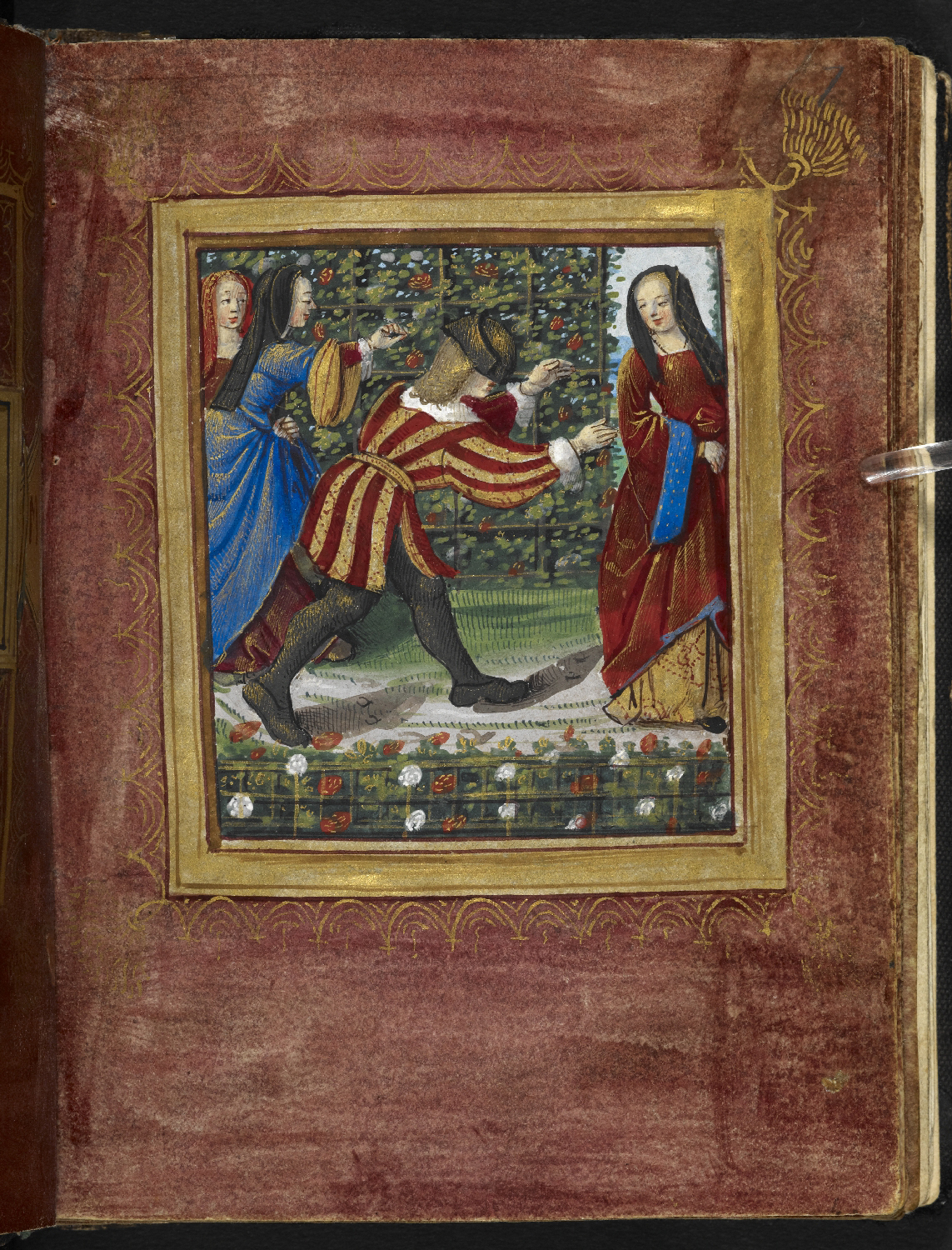
Petit Livre d'Amour, by Pierre Sala Partie

### バリエーション
- スイカ割りのように、鬼は最初に体を何度か回されて、視覚だけでなく平衡感覚も制限される。
- 鬼役に捕まえられた者が次の鬼役となり、ゲームが繰り返される。中国語では、この鬼役のことを令代という。
- 鬼役が全員捕まえるまでゲームが進行する。その後、次のゲームは最初に捕まった者か、最後に捕まった者が鬼役になる。鬼が交代して元の鬼は残り一人になるまで一旦ゲームから抜けるというルールもある。
- 鬼役が増え続ける。最後まで逃げ切れた者が次の鬼になる。
- 捕まえるだけではなく、捕まえた相手の名を当てなければならない。正解した場合のみ鬼役が交代する。
- 逆に逃げる者は一人、他全員が鬼役となって目隠しをし、逃げる者は首に鈴の付いた紐を提げる。逃げる側は鈴を握って音を出さないようにすることを防ぐために手は後ろで組む。捕まえたらこっそりと役割を交代する。
- くじ引きなどで秘密裏に一人、もしくは数人の鬼役が決定され、全員が目隠しをして追いかけたり逃げたりする。追う方も逃げる方も声は出さず、鬼のみ誰かに触れた時にこっそりと特定の合図をする。鬼役が交代するルールと、鬼役が増え続けるが鬼役同士が触れ合うと両方が鬼役でなくなるルールが存在する。

### 歴史

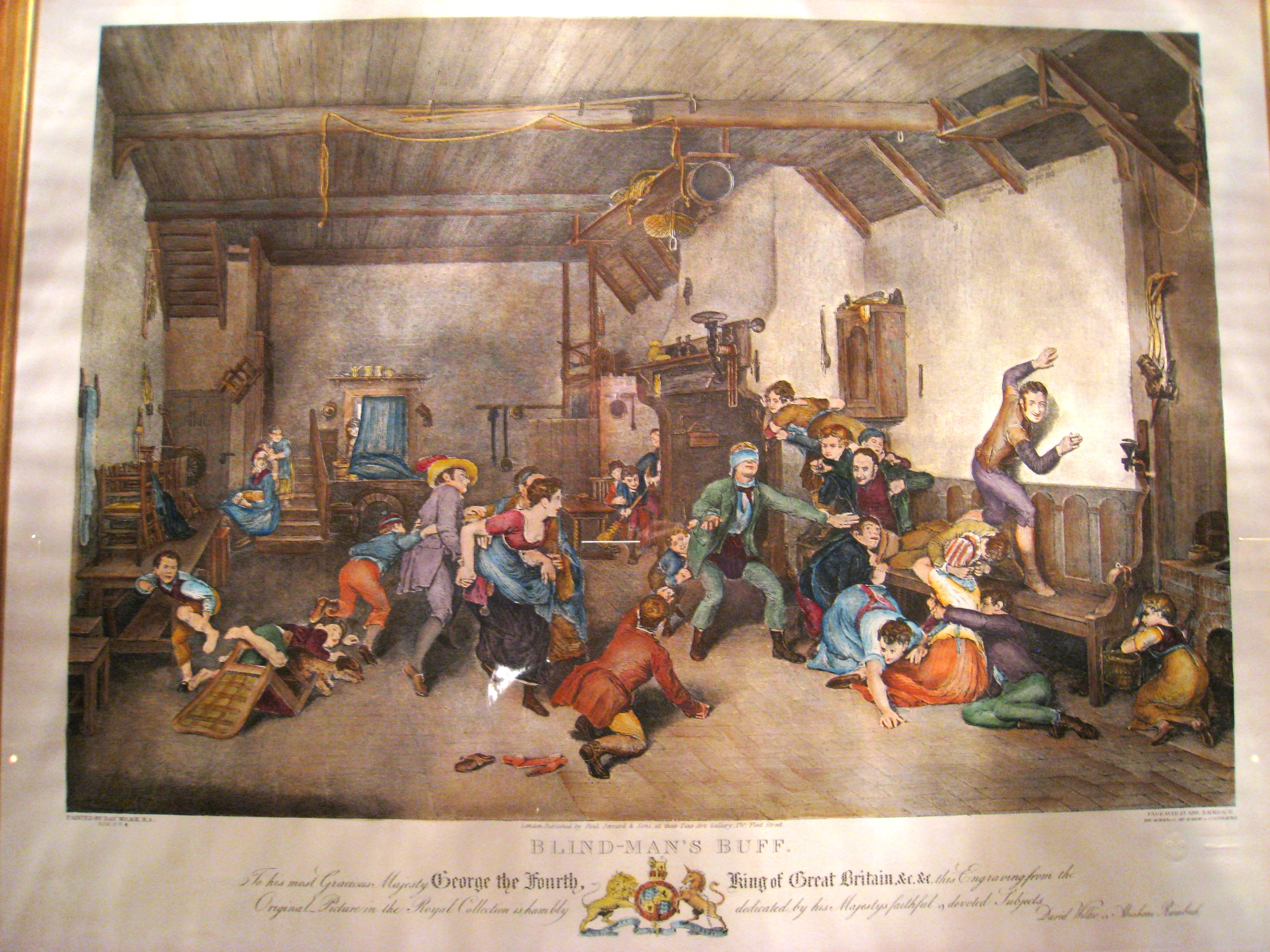
「Blind-Man's Buff（目隠し鬼）」デイヴィッド・ウィルキー作、1820年代

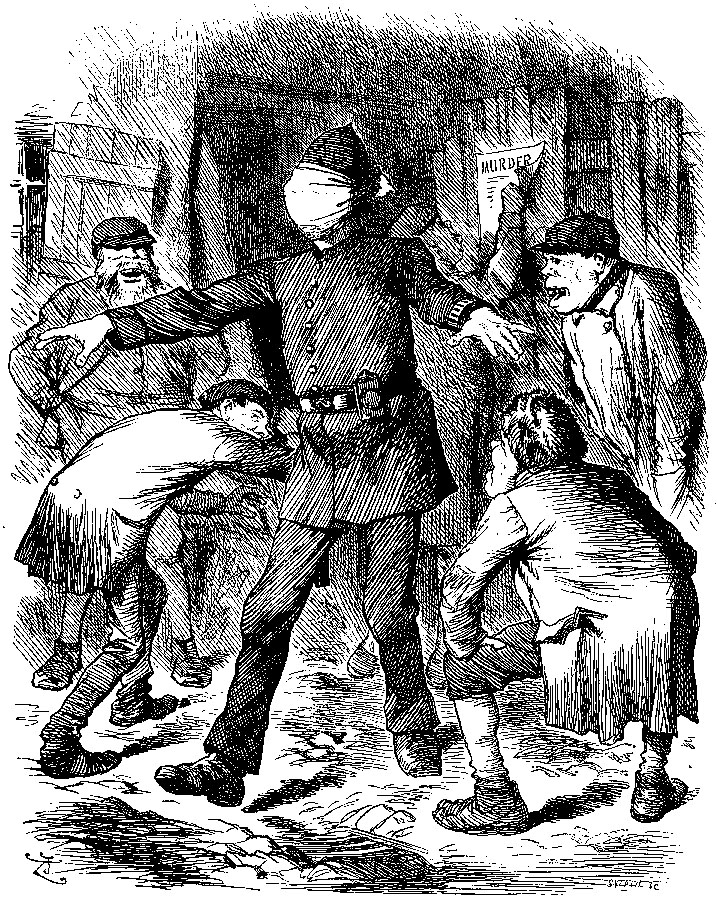
「Blind man's buff（目隠し鬼）」。切り裂きジャック事件において犯人を捕まえられない警察への風刺画。ジョン・テニエル作、『パンチ』掲載。

古代ギリシャでは "copper mosquito "と呼ばれていた。
バングラデシュでは「Kanamachi（めくらのハエ）」と呼ばれ、子どもたちの間で親しまれている。ひとりの捕まえる役が目隠しをして、逃げ手を捕まえたり触ったりして交代する。その際に逃げ手は走りながら「めくらのハエが早く飛んでいる！　捕まえられる方を捕まえろ！」と囃し立てる。国によって動物の部分が違う場合があり、ドイツは牛(カーニバルで使われていた牛の被り物を使っていたことに由来)、スペインはめんどり、スウェーデンは雄鹿などがある。
イングランドではヘンリー8世の廷臣たちがこの遊びを行っていたという記録があるように、テューダー朝時代にも行われていた。また、ヴィクトリア朝時代のパーラーゲームとしても人気があった。詩人ロバート・ヘリックによる1624年の詩『A New Yeares Gift Sent to Sir Simeon Steward』の中では、関連する様々な遊びが挙げられる中で、この遊びに言及されている。
That tells of Winters Tales and Mirth,

That Milk-Maids make about the hearth,

Of Christmas sports, the Wassell-boule,

That tost up, after Fox-i' th' hole:

Of Blind-man-buffe, and of the care

That young men have to shooe the Mare
アフガニスタンをはじめとするアジア各地や、ヨーロッパ各地でも行われている。

### 類似した遊び

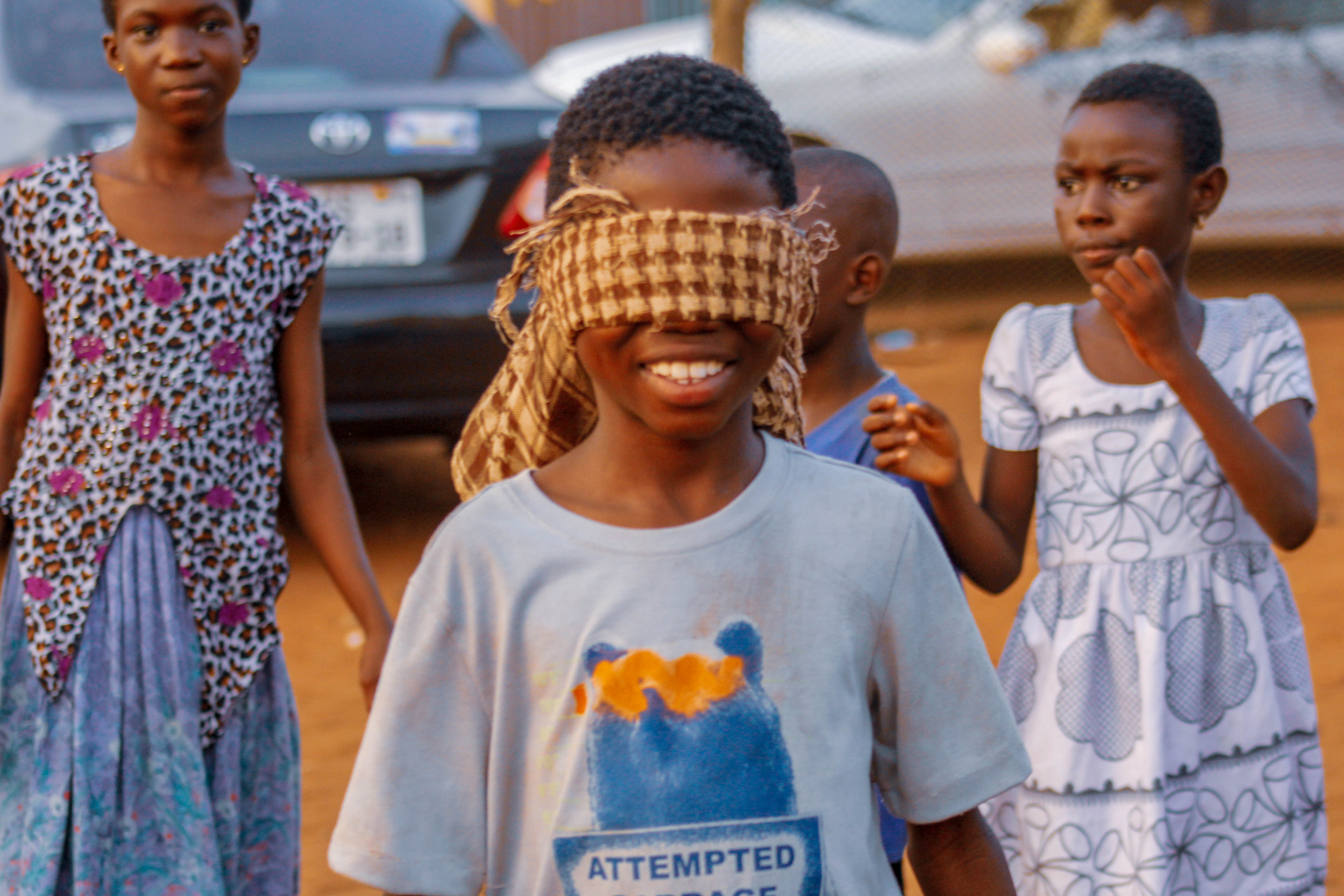
目隠しするガーナの少年

目隠し遊びに似た子供の遊びとして「マルコ・ポーロ」がある。このゲームは通常(マルコ・ポーロの船旅やマルコ・ポーロの冒険 (映画)に由来して)プールなどの水中で行われ、鬼役は目を閉じて「マルコ」と叫び、それに対して他のプレーヤーたちは「ポーロ」と答える。この声を目印にして、鬼役は相手を捕まえようとする。また、「デッドマン（Dead Man）」と呼ばれる場合は、鬼役は目を閉じるが目隠しはしない。